# Hanková
Hanková és un poble i municipi d'Eslovàquia. Es troba a la regió de Košice, a l'est del país.

## Història
La primera referència escrita de la vila data del 1556.

## Demografia
| Godina             | 1994 | 2004    | 2014    | 2024   |
| ------------------ | ---- | ------- | ------- | ------ |
| Nombre de persones | 73   | 55      | 83      | 78     |
| Diferència         |      | −24,65% | +50,90% | −6,02% |

| Godina             | 2023 | 2024   |
| ------------------ | ---- | ------ |
| Nombre de persones | 79   | 78     |
| Diferència         |      | −1,26% |